# Charles Pierre Henri Rieu
Charles Pierre Henri Rieu (Ginevra, 8 giugno 1820 – Londra, 19 marzo 1902) è stato un arabista svizzero che ottenne in seguito la cittadinanza britannica.
Rieu compì i suoi studi nell'Università di Bonn, in cui si laureò nel 1843. Entrò poi a lavorare nel British Museum di Londra nel 1847 e, dopo venti anni di servizio, divenne Curatore dei manoscritti orientali: un posto creato appositamente per lui.
Nel 1871 dette alle stampe il Catalogo di manoscritti arabi (Catalogus codicum manuscriptorum orientalum), che era stato cominciato da William Cureton e di esso pubblicò poi un Supplemento nel 1894.
Si occupò anche di un Catalogue of the Turkish Manuscripts (1888) e di un Catalogue of the Persian Manuscripts (4 voll, 1879–95), ricco di preziose informazioni circa i libri e i loro autori. Nel 1895 divenne professore di Lingua araba nella University of Cambridge (titolare della cattedra Sir Thomas Adams's Professor of Arabic), succedendo così a Robertson Smith.
Morì a Londra il 19 marzo 1902. Era padre di E. V. Rieu.